# Saint-Clément (Yonne)
Pour les articles homonymes, voir Saint-Clément.
Saint-Clément est une commune française située dans le département de l'Yonne (89), en région Bourgogne-Franche-Comté. 
Ses habitants sont appelés les Clémentins et Clémentines.

## Géographie
Saint-Clément est limitrophe de Sens et se trouve à 110 km au sud de Paris. Au nord du département de l'Yonne (Région de Bourgogne).
La ville est traversée par le Ru de la Gaillarde, qui sourd à Fontaine-la-Gaillarde et se jette dans l'Yonne à Saint-Denis-lès-Sens.

### Voies de communication et transports
Une ligne de transport en commun INTERCOM de Sens passe à Saint Clément :
- Ligne 3A : Sens Garibaldi - Saint-Clément Victor Hugo

### Climat
Pour des articles plus généraux, voir Climat de la Bourgogne-Franche-Comté et Climat de l'Yonne.
En 2010, le climat de la commune est de type climat océanique dégradé des plaines du Centre et du Nord, selon une étude du Centre national de la recherche scientifique s'appuyant sur une série de données couvrant la période 1971-2000. En 2020, Météo-France publie une typologie des climats de la France métropolitaine dans laquelle la commune est exposée à un climat océanique altéré et est dans la région climatique  Nord-est du bassin Parisien, caractérisée par un ensoleillement médiocre, une pluviométrie moyenne régulièrement répartie au cours de l’année et un hiver froid (3 °C). 
Pour la période 1971-2000, la température annuelle moyenne est de 11 °C, avec une amplitude thermique annuelle de 15,8 °C. Le cumul annuel moyen de précipitations est de 684 mm, avec 11 jours de précipitations en janvier et 7,2 jours en juillet. Pour la période 1991-2020, la température moyenne annuelle observée sur la station météorologique de Météo-France la plus proche, « Sens », sur la commune de Sens à 2 km à vol d'oiseau, est de 11,9 °C et le cumul annuel moyen de précipitations est de 644,7 mm. 
La température maximale relevée sur cette station est de 42,4 °C, atteinte le 25 juillet 2019 ; la température minimale est de −22,6 °C, atteinte le 14 février 1956,,. 
| Mois                                  | jan.            | fév.             | mars          | avril         | mai             | juin           | jui.           | août           | sep.          | oct.            | nov.           | déc.             | année      |
| ------------------------------------- | --------------- | ---------------- | ------------- | ------------- | --------------- | -------------- | -------------- | -------------- | ------------- | --------------- | -------------- | ---------------- | ---------- |
| Température minimale moyenne (°C)     | 1,7             | 1,4              | 3,3           | 5,3           | 9,1             | 12,2           | 14             | 13,7           | 10,5          | 8,1             | 4,6            | 2,3              | 7,2        |
| Température moyenne (°C)              | 4,4             | 5,1              | 8,1           | 10,9          | 14,7            | 18             | 20,2           | 20,1           | 16,3          | 12,6            | 7,9            | 5                | 11,9       |
| Température maximale moyenne (°C)     | 7,2             | 8,7              | 12,9          | 16,5          | 20,2            | 23,8           | 26,5           | 26,4           | 22,1          | 17,1            | 11,1           | 7,7              | 16,7       |
| Record de froid (°C) date du record   | −22 09.01.1985  | −22,6 14.02.1956 | −12 01.03.05  | −5,6 08.04.03 | −3,8 06.05.1957 | 1,7 05.06.1976 | 4,4 07.07.1962 | 3,8 26.08.1966 | 0,3 25.09.02  | −3,7 25.10.1964 | −10 23.11.1956 | −15,6 31.12.1985 | −22,6 1956 |
| Record de chaleur (°C) date du record | 17,1 05.01.1999 | 22,8 24.02.1990  | 26,8 31.03.21 | 28,9 20.04.18 | 33,3 28.05.17   | 38,4 18.06.22  | 42,4 25.07.19  | 40,2 06.08.03  | 35,8 08.09.23 | 30,5 01.10.1985 | 23 07.11.15    | 19,6 16.12.1989  | 42,4 2019  |
| Précipitations (mm)                   | 50,9            | 48,4             | 45,9          | 52,8          | 59,6            | 51,5           | 55,7           | 48,3           | 50,5          | 63,2            | 56,3           | 61,6             | 644,7      |

| Diagramme climatique                                  |            |             |             |             |              |            |              |              |             |             |            |
| J                                                     | F          | M           | A           | M           | J            | J          | A            | S            | O           | N           | D          |
| 7,21,750,9                                            | 8,71,448,4 | 12,93,345,9 | 16,55,352,8 | 20,29,159,6 | 23,812,251,5 | 26,51455,7 | 26,413,748,3 | 22,110,550,5 | 17,18,163,2 | 11,14,656,3 | 7,72,361,6 |
| Moyennes : • Temp. maxi et mini °C • Précipitation mm |            |             |             |             |              |            |              |              |             |             |            |

Les paramètres climatiques de la commune ont été estimés pour le milieu du siècle (2041-2070) selon différents scénarios d'émission de gaz à effet de serre à partir des nouvelles projections climatiques de référence DRIAS-2020. Ils sont consultables sur un site dédié publié par Météo-France en novembre 2022.

## Urbanisme

### Typologie
Au 1er janvier 2024, Saint-Clément est catégorisée ceinture urbaine, selon la nouvelle grille communale de densité à sept niveaux définie par l'Insee en 2022.
Elle appartient à l'unité urbaine de Sens, une agglomération intra-départementale regroupant six  communes, dont elle est une commune de la banlieue,,. Par ailleurs la commune fait partie de l'aire d'attraction de Sens, dont elle est une commune de la couronne,. Cette aire, qui regroupe 65 communes, est catégorisée dans les aires de 50 000 à moins de 200 000 habitants,.

### Occupation des sols
L'occupation des sols de la commune, telle qu'elle ressort de la base de données européenne d’occupation biophysique des sols Corine Land Cover (CLC), est marquée par l'importance des territoires agricoles (76 % en 2018), en diminution par rapport à 1990 (80,3 %). La répartition détaillée en 2018 est la suivante : 
terres arables (71,7 %), zones urbanisées (14,5 %), zones industrielles ou commerciales et réseaux de communication (6,9 %), zones agricoles hétérogènes (4,3 %), espaces verts artificialisés, non agricoles (2,4 %), forêts (0,3 %). L'évolution de l’occupation des sols de la commune et de ses infrastructures peut être observée sur les différentes représentations cartographiques du territoire : la carte de Cassini (XVIIIe siècle), la carte d'état-major (1820-1866) et les cartes ou photos aériennes de l'IGN pour la période actuelle (1950 à aujourd'hui).

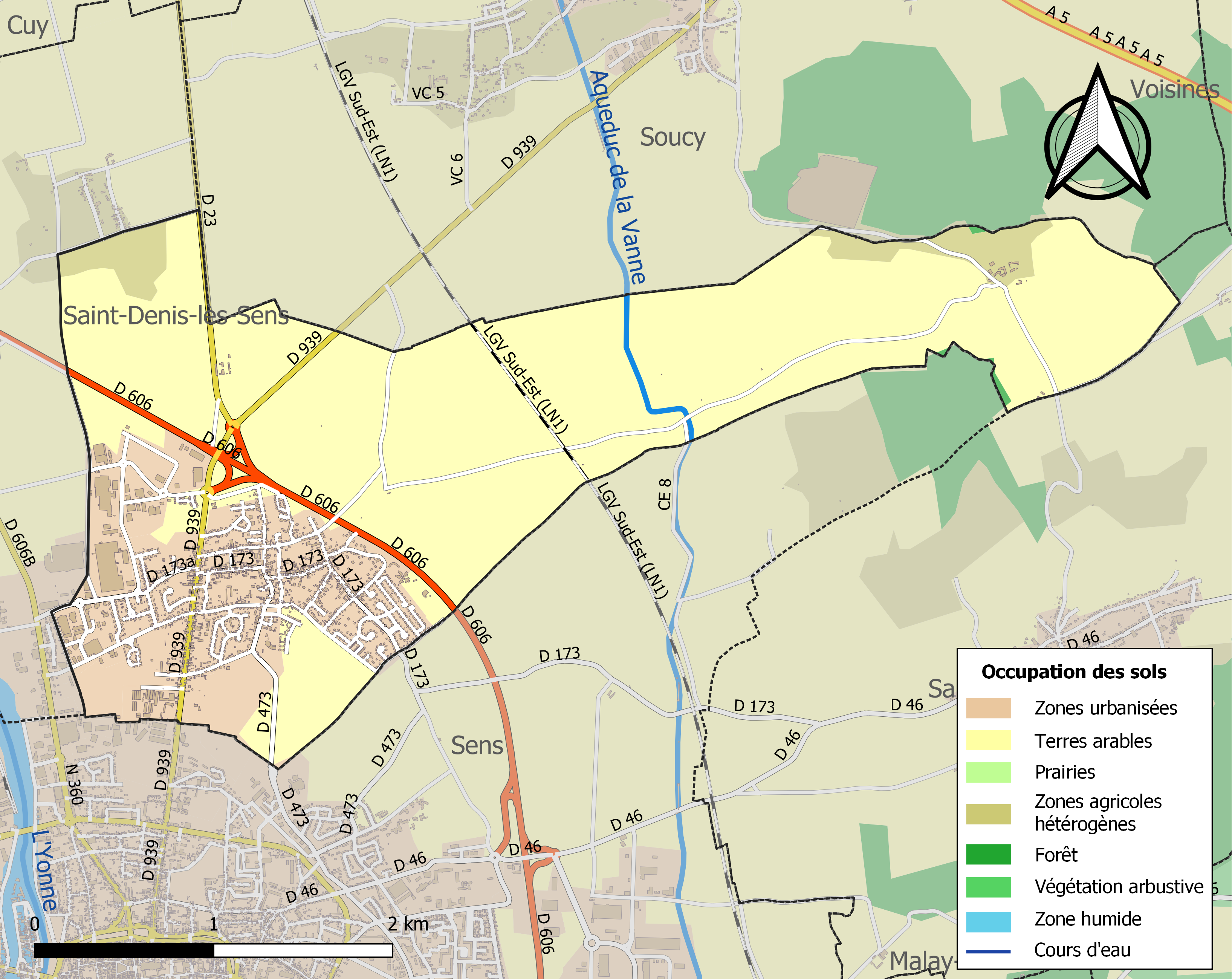
Carte des infrastructures et de l'occupation des sols de la commune en 2018 (CLC).

## Histoire
Si l'histoire des saints indique que sainte Colombe fut décapitée en 273 non loin de la Fontaine d'Azon (située sur l'actuel territoire de Saint-Clément), il faut attendre le XIIe siècle pour attester par des écrits l'existence de Sanctus-Clemens « entre le Popelin et la ville de Sens ».
Terre de vignobles (jusqu'au début du XXe siècle) et d'agriculture, Saint-Clément  fut traversée à l'époque romaine par la Via Petra, qui reliait Sens à Meaux . La cité croît lentement aux côtés de Sens, qui fut capitale des Gaules et un très puissant archevêché (primatie des Gaules et de Germanie) jusqu'au XVIe siècle
Siège d'une imposante maladrerie au Moyen Âge, le village avance très lentement vers la modernité jusqu'au début des années 1960 qui voient l'arrivée de l'industrie automobile.
Au cours de la Révolution française, la commune fut provisoirement renommée Plaisance.
Elle s'industrialise dans la seconde moitié du xxe siècle.

## Politique et administration

### Tendances politiques et résultats
Aux élections municipales de 2020, Gilles Pirman est élu de nouveau,. 

### Liste des maires
| Période                                  | Période                   | Identité                 | Étiquette       | Qualité |
| ---------------------------------------- | ------------------------- | ------------------------ | --------------- | --- |
| 1979                                     | mars 2001                 | Patrick Chevalier-Vanier | RPR             | Chef d'entreprise Conseiller général du canton de Sens-Nord-Est (1992 → 2004) Réélu en 1983, 1989 et 1995 |
| mars 2001                                | En cours (au 28 mai 2020) | Gilles Pirman            | RPR puis UMP-LR | Directeur de cabinet du président du conseil départemental de Seine-et-Marne Conseiller général du canton de Sens-Nord-Est (2011 → 2015) Conseiller départemental du canton de Sens-1 (2015 → ) Président de la CC du Sénonais (2008 → 2014) 1er vice-président de la CA du Grand Sénonais (2014 → 2020) Réélu en 2008, 2014 et 2020 |
| Les données manquantes sont à compléter. |                           |                          |                 | |

## Population et société

### Démographie
L'évolution du nombre d'habitants est connue à travers les recensements de la population effectués dans la commune depuis 1793. Pour les communes de moins de 10 000 habitants, une enquête de recensement portant sur toute la population est réalisée tous les cinq ans, les populations de référence des années intermédiaires étant quant à elles estimées par interpolation ou extrapolation. Pour la commune, le premier recensement exhaustif entrant dans le cadre du nouveau dispositif a été réalisé en 2004.

En 2022, la commune comptait 2 813 habitants, en évolution de +1,85 % par rapport à 2016 (Yonne : −1,95 %, France hors Mayotte : +2,11 %).
| 1793 | 1800 | 1806 | 1821 | 1831 | 1836 | 1841 | 1846 | 1851 |
| ---- | ---- | ---- | ---- | ---- | ---- | ---- | ---- | ---- |
| 725  | 779  | 831  | 706  | 765  | 766  | 758  | 774  | 755  |

| 1856 | 1861 | 1866 | 1872 | 1876 | 1881 | 1886 | 1891 | 1896 |
| ---- | ---- | ---- | ---- | ---- | ---- | ---- | ---- | ---- |
| 752  | 712  | 686  | 659  | 667  | 683  | 698  | 692  | 700  |

| 1901 | 1906 | 1911 | 1921 | 1926 | 1931  | 1936  | 1946  | 1954  |
| ---- | ---- | ---- | ---- | ---- | ----- | ----- | ----- | ----- |
| 643  | 668  | 644  | 820  | 941  | 1 176 | 1 236 | 1 302 | 1 385 |

| 1962  | 1968  | 1975  | 1982  | 1990  | 1999  | 2004  | 2006  | 2009  |
| ----- | ----- | ----- | ----- | ----- | ----- | ----- | ----- | ----- |
| 1 693 | 2 136 | 2 709 | 2 869 | 2 776 | 2 887 | 2 990 | 2 890 | 2 837 |

| 2014  | 2019  | 2022  | - | - | - | - | - | - |
| ----- | ----- | ----- | - | - | - | - | - | - |
| 2 786 | 2 740 | 2 813 | - | - | - | - | - | - |

### Manifestations culturelles et festivités
La commune a initié de 2002 à 2008 une programmation de concerts de jazz ("Clement'Jazz") qui se déroulaient chaque trimestre. Depuis 2009, cette programmation municipale évolue du jazz vers des musiques plus diverses. Cette nouvelle programmation est baptisée "Clément'Zik" et confiée par la mairie à une association éponyme.
Depuis 2006 ces rendez-vous se doublent d'une programmation de concerts de musique classique proposés à l'église ("Musiques Clémentes").
Dans un contexte plus festif, Saint-Clément accueille depuis 1996 un important Marché de Noël (le premier dans le nord bourguignon) ainsi qu'une Fête de la Vigne et du Vin le dernier dimanche de mars.

## Culture locale et patrimoine

### Lieux et monuments
- Parc naturel de la Ballastière. Église du XIIe siècle, modifiée au XVIIe.
- Calvaire de Sainte-Colombe.
- Maladrerie médiévale du Popelin.

### Équipements culturels
La commune s'est dotée début 2008 d'une médiathèque publique (livres, périodiques, musique, multimédia) qui propose une programmation mensuelle d'évènements culturels (contes, expositions, concerts, etc) et depuis 2017 d'une maison des jeunes et de la culture (MJC).
Elle dispose d'une harmonie municipale (40 musiciens) dirigée par Alain Dupagne et dénommée "L'Orchestre de Saint-Clément".
Depuis 2009, l'Orchestre de Saint-Clément accueille à ses côtés "L'Orphéon", formation musicale créée à Sens en 1846. L'Orphéon est constitué d'un chœur placé sous la direction de son chef, Jean-Claude Poree, et d'un ensemble orchestral dirigé par Claude Balaka.
Un comité communal d'histoire locale a été créé par la mairie début 2009.

### Héraldique
|  | Saint-Clément (Yonne) possède des armoiries dont l'origine et le blasonnement exact ne sont pas disponibles. |

## Pour approfondir